# Szwadron Kawalerii KOP „Iwieniec”
Szwadron Kawalerii KOP „Iwieniec” – pododdział kawalerii Korpusu Ochrony Pogranicza.

## Formowanie i zmiany organizacyjne
Na posiedzeniu Politycznego Komitetu Rady Ministrów, w dniach 21-22 sierpnia 1924, zapadła decyzja powołania Korpusu Wojskowej Straży Granicznej. 12 września 1924 Ministerstwo Spraw Wojskowych wydało rozkaz wykonawczy w sprawie utworzenia Korpusu Ochrony Pogranicza, a 17 września instrukcję określającą jego strukturę. Jesienią 1924, w składzie 2 Brygady Ochrony Pogranicza, rozpoczęto formowanie jednostki 2 szwadronu kawalerii. W skład szwadronu wchodzić miały cztery plutony liniowe i drużyna dowódcy szwadronu. Według etatu szwadron liczyć powinien trzech oficerów, 19 podoficerów i 65 ułanów. Na uzbrojeniu posiadał 77 karabinków, 7 pistoletów oraz 82 szable. 1 kwietnia 1925 2 szwadron przeniósł się do nowo wybudowanych koszar.
Szwadron był podstawową jednostką taktyczną kawalerii KOP. Zadaniem szwadronu było prowadzenie działań pościgowych, patrolowanie terenu, w dzień i w nocy, na odległości nie mniejsze niż 30 km, a także utrzymywanie łączności między odwodami kompanijnymi, strażnicami i sąsiednimi oddziałami oraz eskortowanie i organizowanie posterunków pocztowych. Wymienione zadania szwadron realizował zarówno w strefie nadgranicznej, będącej strefą ścisłych działań KOP, jak również w pasie ochronnym sięgającym około 30 km w głąb kraju. Szwadron był też jednostką organizacyjną, wyszkoleniową, macierzystą i pododdziałem gospodarczym .
21 kwietnia 1929 wachmistrz Glapa na łamach „Żołnierza Polskiego” poinformował czytelników o obchodach Wielkanocy w 2 szwadronie kawalerii, a w szczególności w rezurekcji, w kościele w Iwieńcu i święconym. Ta ostatnia uroczystość odbyła się z udziałem dowódcy 6 batalionu granicznego, podpułkownika Józefa Gizy oraz oficera szwadronu, rotmistrza Wiktora Tadeusza Blachani i szefa szwadronu, starszego wachmistrza Minurskiego.
W lipcu 1929 zreorganizowano kawalerię KOP. Zorganizowano dwie grupy kawalerii. Podział na grupy uwarunkowany był potrzebami szkoleniowymi i zadaniami kawalerii KOP w planie „Wschód”. Szwadron wszedł w skład grupy północnej. Przyjęto też zasadę, że szwadrony przyjmą nazwę miejscowości będącej miejscem ich stacjonowania. Obok nazw geograficznych, do 1931 stosowano również numer szwadronu.
W 1934(?)1932roku dokonano kolejnego podziału szwadronów. Tym razem na trzy grupy inspekcyjne. Szwadron wszedł w skład grupy środkowej.
Jednostką administracyjną dla szwadronu był batalion KOP „Iwieniec”. Konie w poszczególnych szwadronach dobierano według maści. W szwadronie „Iwieniec” konie były kare.
W 1938 nastąpiła reorganizacja podporządkowania i struktur kawalerii KOP. Szwadrony zakwalifikowano do odpowiednich typów jednostek w zależności od miejsca stacjonowania. Szwadron zakwalifikowano do grupy II. Szwadron podlegał pod pułk KOP Wilejka. Organizacja szwadronu kawalerii na dzień 20 listopada 1938 przedstawiała się następująco: dowódca szwadronu, szef szwadronu, drużyna ckm, drużyna gospodarcza, patrol telefoniczny i dwa plutony liniowe po cztery sekcje w tym sekcję rkm . Liczył 2 oficerów, 1 chorążego, 6 podoficerów zawodowych, 4 podoficerów nadterminowych i 72 ułanów. Na uzbrojeniu posiadał 2 ckm, 2 rkm, 73 karabinki, 76 szabel. Posiadał też 83 konie wierzchowe. Szwadron wchodził w skład pułku KOP „Wołożyn”.
31 sierpnia 1939, będący w składzie pułku KOP Wilejka, szwadron kawalerii Iwaniec ochraniał odcinek granicy państwowej w okolicach miejsca stacjonowania.

## Działania szwadronu w 1939
17 września 1939 szwadron wycofał się bez walki z rubieży strażnic . Otoczony w rejonie Oran, został rozwiązany. Część sił w dniach 25-28 września przekroczyła granicę polsko-litewską.

## Żołnierze szwadronu
Dowódcy szwadronu
- por. Roman Koperski (p.o. do 1926[24][f])
- por. / rtm. Leonard Szymanowski z 6 puł. (od 19 IV 1926[g])
- mjr kaw. Ryszard Perkowski[h] (5 V 1926 − 14 VII 1926 → dowódca szwadronu w 22 puł.[25])[26][27]
- rtm. Leonard Szymanowski (14 VII 1926 – 29 X 1930 → przeniesiony do 25 puł.[26][27][28] )
- rtm. Lucjan Antoni Szymański (29 X 1930 – 1 IX 1933)[26][28]
- rtm. Konstanty Kułagowski (2 IX – 25 X 1933)[26]
- rtm. Józef Czesław Wilczyński[i] (2 III 1934 – V 1939)[30] [26][31]
- rtm. Ksawery Wejtko z 7 psk (1 VI – 17 IX 1939[26][21][32])

Młodsi oficerowie szwadronu
- por. kaw. Wiktor Moczulski (11 VI 1927 – 11 IV 1933 → 9 psk)

Obsada oficerska szwadronu w sierpniu 1929 
- dowódca szwadronu – rtm. Leonard Szymanowski
- oficer młodszy szwadronu – rtm. Wiktor Tadeusz Blachani z 8 psk (od XI 1928)[34]
- oficer młodszy szwadronu – por. Wacław Władysław Wegenko z 21 puł.

Obsada personalna w marcu 1939
Ostatnia „pokojowa” obsada oficerska szwadronu
- dowódca szwadronu – rtm. Józef Czesław Wilczyński
- oficer szwadronu – por. Henryk Bielański

Obsada „wojenna” szwadronu
- dowódca szwadronu – rtm. Ksawery Wejtko z 7 psk
- młodszy oficer szwadronu – por. Zbigniew Giera z 16 puł.
- młodszy oficer szwadronu – chor. Laskowski